# اس‌اس میندوسا
اس‌اس میندوسا (به انگلیسی: SS Minnedosa) یک کشتی بود که طول آن ۵۲۰ فوت (۱۶۰ متر) بود.